# 14449 Myogizinzya
14449 Myogizinzya eller 1992 WE1 är en asteroid i huvudbältet som upptäcktes den 16 november 1992 av de båda japanska astronomerna Kazuro Watanabe och Kin Endate vid Kitami-observatoriet. Den är uppkallad efter Myogizinzya Jinja.
Asteroiden har en diameter på ungefär 3 kilometer.